# Federico Viñas
Federico Sebastián Viñas Barboza (ur. 30 czerwca 1998 w Montevideo) – urugwajski piłkarz występujący na pozycji napastnika, reprezentant Urugwaju, od 2024 roku zawodnik hiszpańskiego Realu Oviedo.